# Presidenti della Sierra Leone
I presidenti della Sierra Leone si sono succeduti dal 1971, quando fu proclamata la Repubblica.
Il Paese aveva raggiunto l'indipendenza dal Regno Unito nel 1961, divenendo un reame del Commonwealth (regnante Elisabetta II).

## Lista
| Presidente         | Presidente | Presidente             | Partito                            | Elezione                    | Mandato           | Mandato           |
| Presidente         | Presidente | Presidente             | Partito                            | Elezione                    | Inizio            | Fine              |
| ------------------ | ---------- | ---------------------- | ---------------------------------- | --------------------------- | ----------------- | ----------------- |
| Prima Repubblica   |            |                        |                                    |                             |                   |                   |
|                    |            | Christopher Okoro Cole | Indipendente                       |                             | 19 aprile 1971    | 21 aprile 1971    |
|                    |            | Siaka Stevens          | All People's Congress              |                             | 21 aprile 1971    | 28 novembre 1985  |
|                    |            | Joseph Saidu Momoh     | All People's Congress              |                             | 28 novembre 1985  | 29 aprile 1992    |
| Militari           |            |                        |                                    |                             |                   |                   |
|                    |            | Yahya Kanu             | Militare                           |                             | 30 aprile 1992    | 1º maggio 1992    |
|                    |            | Valentine Strasser     | Militare                           |                             | 1º maggio 1992    | 17 gennaio 1996   |
|                    |            | Julius Maada Bio       | Militare                           |                             | 17 gennaio 1996   | 29 marzo 1996     |
| Seconda Repubblica |            |                        |                                    |                             |                   |                   |
|                    |            | Ahmad Tejan Kabbah     | Partito del Popolo di Sierra Leone | 1996                        | 26 marzo 1996     | 25 maggio 1997    |
| Militari           |            |                        |                                    |                             |                   |                   |
|                    |            | Johnny Paul Koroma     | Militare                           | A seguito di colpo di Stato | 25 maggio 1997    | 12 febbraio 1998  |
| Terza Repubblica   |            |                        |                                    |                             |                   |                   |
|                    |            | Ahmad Tejan Kabbah     | Partito del Popolo di Sierra Leone | 2002                        | 13 febbraio 1998  | 17 settembre 2007 |
|                    |            | Ernest Bai Koroma      | All People's Congress              | 2007, 2012                  | 17 settembre 2007 | 4 aprile 2018     |
|                    |            | Julius Maada Bio       | Partito del Popolo di Sierra Leone | 2018, 2023                  | 4 aprile 2018     | in carica         |